# Україна на зимових Дефлімпійських іграх 2015
Україна на зимових Дефлімпійських іграх 2015 у містах Ханти-Мансійськ та Магнітогорськ, Росія, представлена 20 спортсменами у 3 видах спорту: керлінг, лижні перегони та гірськолижний спорт.

## Склад національної команди
В українській команді — 20 спортсменів-дефлімпійців. Вперше Україна представлена у керлінгу та гірськолижному спорті. Середній вік — 33 роки. Найстаршому учаснику виповнилося 52 роки (Віктор Люханов), наймолодшій учасниці — 16 років (Єлізавета Нопрієнко). Представлено 5 областей (Закарпатська, Київська, Львівська, Сумська, Тернопільська) та місто Київ.

### Лижні перегони
1. Андріїшин Андрій Петрович
2. Нопрієнко Єлізавета Олександрівна
3. Мандзюк Павло Петрович
4. Васютенко Лариса Максимівна
5. Гульоватий Ярослав Ігорович
6. Єрошкіна Катерина Володимирівна
7. Пишняк Аліса Григорівна
8. Пишняк Володимир Степанович

- Глазко Галина Олексіївна — старший тренер
- Глухих Ганна Юріївна — тренер[2].

### Керлінг
1. Лісіцина Олена Вікторівна
2. Марченко Вадим Ігорович
3. Карабець Степан Євгенович
4. Петров Сергій Геннадійович
5. Килівнік Олександр Вікторович
6. Зубарєва Олена Володимирівна
7. Ткаліч Олена Олегівна
8. Опанасенко Тетяна Анатоліївна
9. Поволоцька Інна Володимирівна
10. Марченко Ігор Миколайович

- Сапожнік Юрій Якович — тренер[3].

### Гірськолижний спорт
1. Лаврик Анастасія Віталіївна
2. Люханов Віктор Петрович

- Лесків Василь Володимирович — тренер[4].

## Медалі
| Золото |                                                   |                                                 |            |
| №      | Спортсмени                                        | Вид спорту (дисципліна)                         | Дата       |
| Срібло |                                                   |                                                 |            |
| №      | Спортсмени                                        | Вид спорту (дисципліна)                         | Дата       |
| 1      | Андрій Андріїшин                                  | Лижні перегони (чоловіки, скіатлон, 10 x 10 км) | 29 березня |
| 2      | Андрій Андріїшин, Павло Мандзюк, Володимир Пишняк | Лижні перегони (чоловіки, естафета 3 х 10 км)   | 30 березня |
| 3      | Павло Мандзюк                                     | Лижні перегони (чоловіки, спринт)               | 1 квітня   |
| 4      | Андрій Андріїшин, Володимир Пишняк                | Лижні перегони (чоловіки, командний спринт)     | 2 квітня   |
| Бронза |                                                   |                                                 |            |
| №      | Спортсмени                                        | Вид спорту (дисципліна)                         | Дата       |
| 1      | Павло Мандзюк                                     | Лижні перегони (чоловіки, скіатлон, 10 x 10 км) | 29 березня |
| 2      | Аліса Пишняк                                      | Лижні перегони (жінки, спринт)                  | 1 квітня   |
| 3      | Володимир Пишняк                                  | Лижні перегони (чоловіки, спринт)               | 1 квітня   |